# Енспель
Енспель (нім. Enspel) — громада в Німеччині, розташована в землі Рейнланд-Пфальц. Входить до складу району Вестервальд. Складова частина об'єднання громад Вестербург.
Площа — 1,46 км2. Населення становить 276 ос. (станом на 31 грудня 2020).

## Галерея

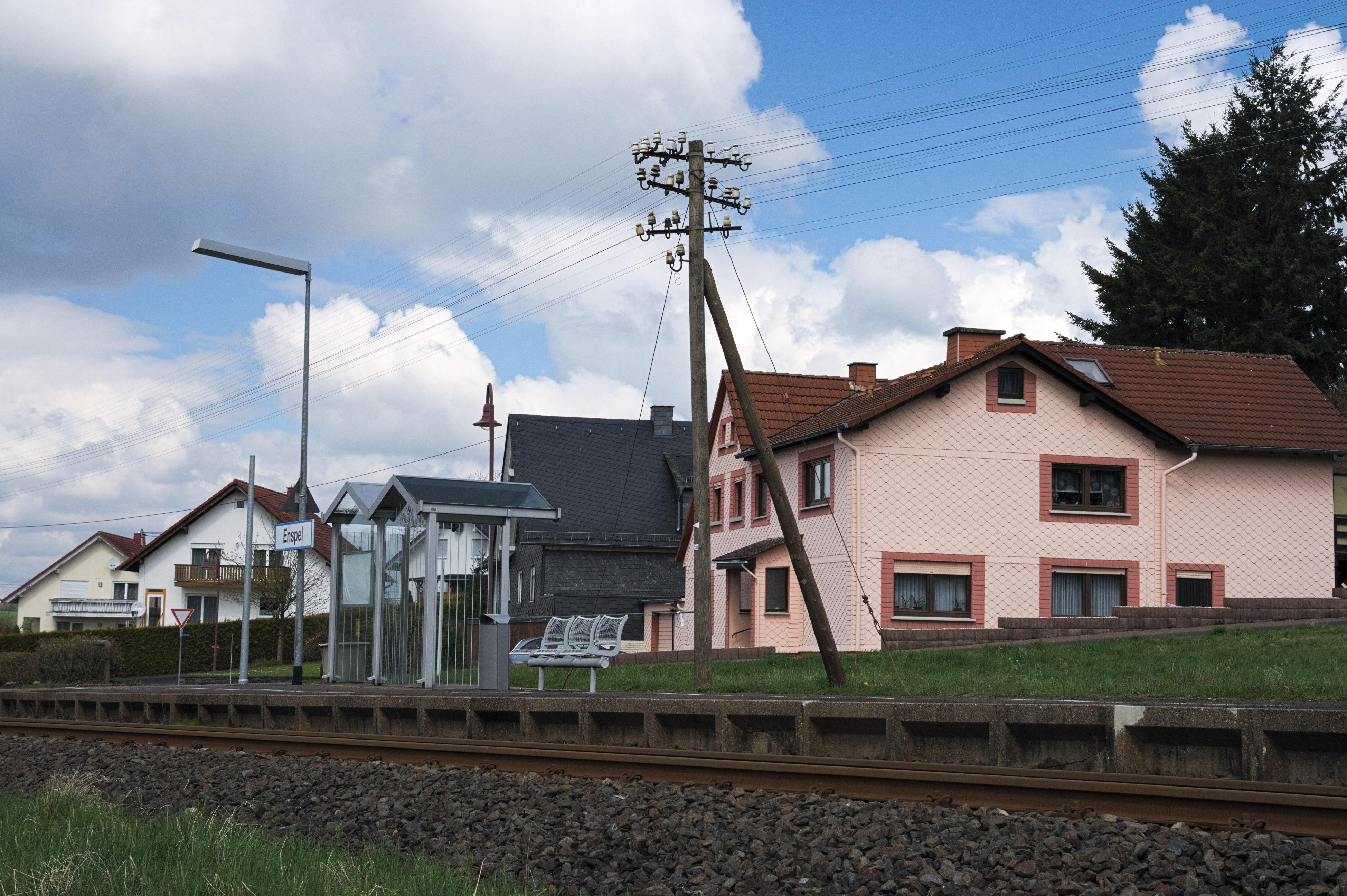
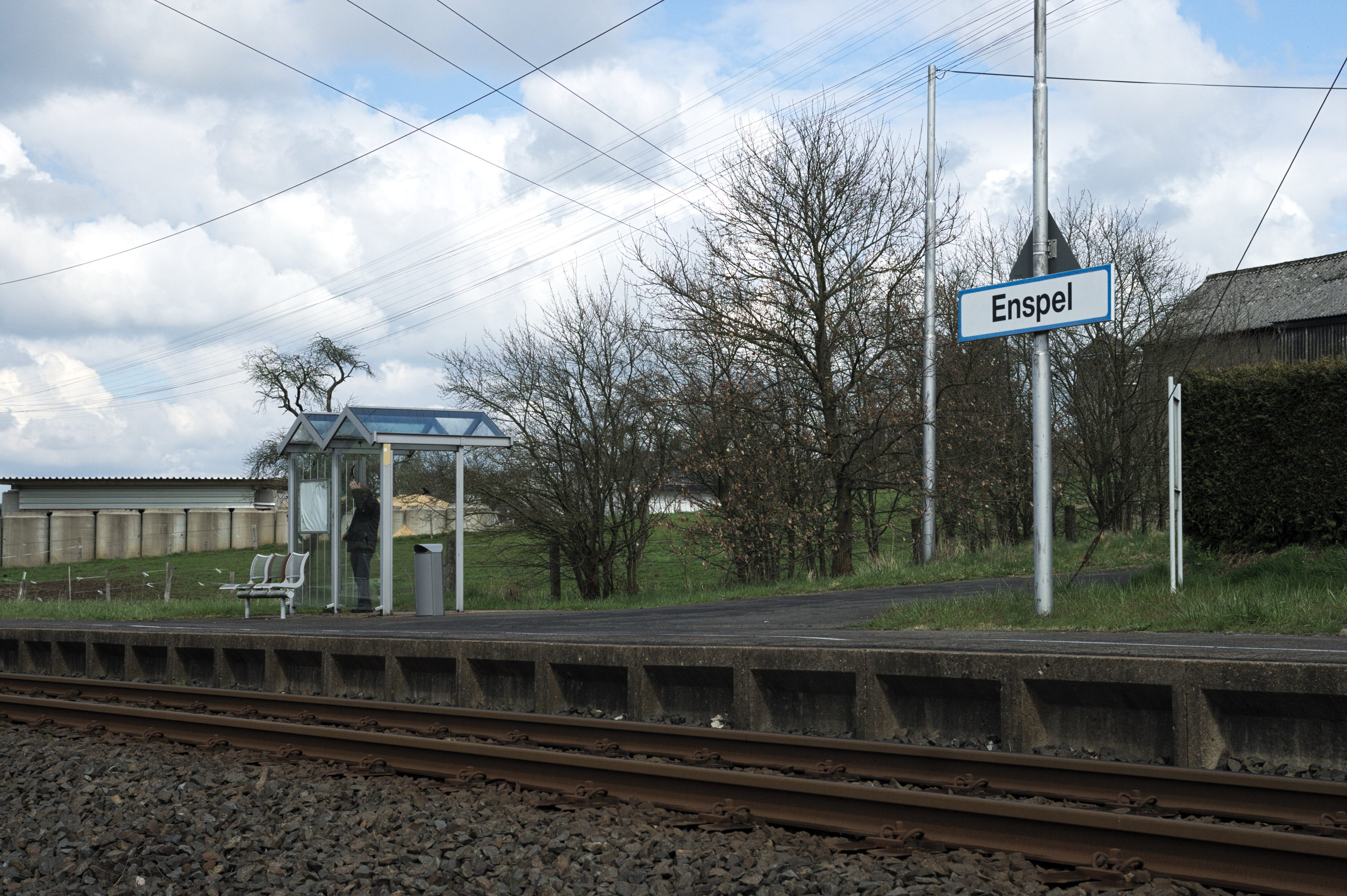